# Alessandro Grimaldi
Il Serenissimo Alessandro Grimaldi (Genova, 1621 – Genova, 1683) fu il 121º doge della Repubblica di Genova e re di Corsica.

## Biografia

Stemma nobiliare dei Grimaldi

Figlio di Pier Francesco Grimaldi e di Aurelia Lomellini Granada, probabilmente nativo di Genova in un periodo intorno al 1621, ricco e signore di diversi feudi e castelli, Alessandro Grimaldi visse quasi certamente la sua adolescenza al di fuori dei confini genovesi. Dalle fonti storiche ebbe il suo prima incarico pubblico nel 1652 quando fece parte dei dodici protettori dell'ospedale di Pammatone.
Impegnato nell'armamento e potenziamento della nuova flotta marinara repubblicana, allo scoppio della pestilenza, che interessò Genova e le Riviere tra il 1656 e il 1657, venne inviato dal governo ad assumere nella città ponentina di Savona il ruolo di governatore. Rientrato a Genova, negli anni successivi Alessandro Grimaldi ricoprì le diverse cariche di padre del Comune, di Inquisitore di stato e di ambasciatore straordinario a Madrid presso la corte reale di Filippo IV di Spagna. Un ruolo, quest'ultimo, alquanto difficile per la delicata situazione diplomatica creatasi tra la Repubblica di Genova e il Regno di Spagna dopo i contrasti per la supremazia territoriale nel Marchesato di Finale, nel ponente ligure. Poco dopo la stesura della pace dei Pirenei (1659) fra lo stato spagnolo e il Regno di Francia di Luigi XIV, l'ambasciatore Grimaldi ritornò nella capitale genovese e, cessata ogni carica "straordinaria", riprendere la sua attività di governo.
Salì al trono dogale con l'elezione del 27 giugno 1671. In qualità di doge fu investito anche della correlata carica biennale di re di Corsica.
Il suo mandato - il settantaseiesimo in successione biennale e il centoventunesimo nella storia repubblicana - fu contraddistinto dalla nuova guerra territoriale nella Riviera di Ponente fra la repubblica e il Ducato di Savoia di Carlo Emanuele II, nel corso del 1672. Parallelamente a questo episodio fu sventata una correlata congiura ai danni dello stato di Genova ordita da Raffaele Della Torre - nipote dell'omonimo giurista Della Torre - che, con la collaborazione dello stesso duca sabaudo, avrebbe portato nel piano ad un'invasione militare di truppe piemontesi a Savona e a Genova con l'intento di risollevarne le rispettive popolazioni contro il governo.
Terminato il dogato il 27 giugno 1673 continuò a servire la repubblica fino al decesso che avvenne a Genova nel corso del 1683; la salma venne tumulata all'interno dell'abbazia di San Nicolò del Boschetto a Cornigliano. Dal matrimonio con Silvia Lomellini ebbe l'unico figlio Pierfrancesco Grimaldi.